# Kabinett Davíð Oddsson I

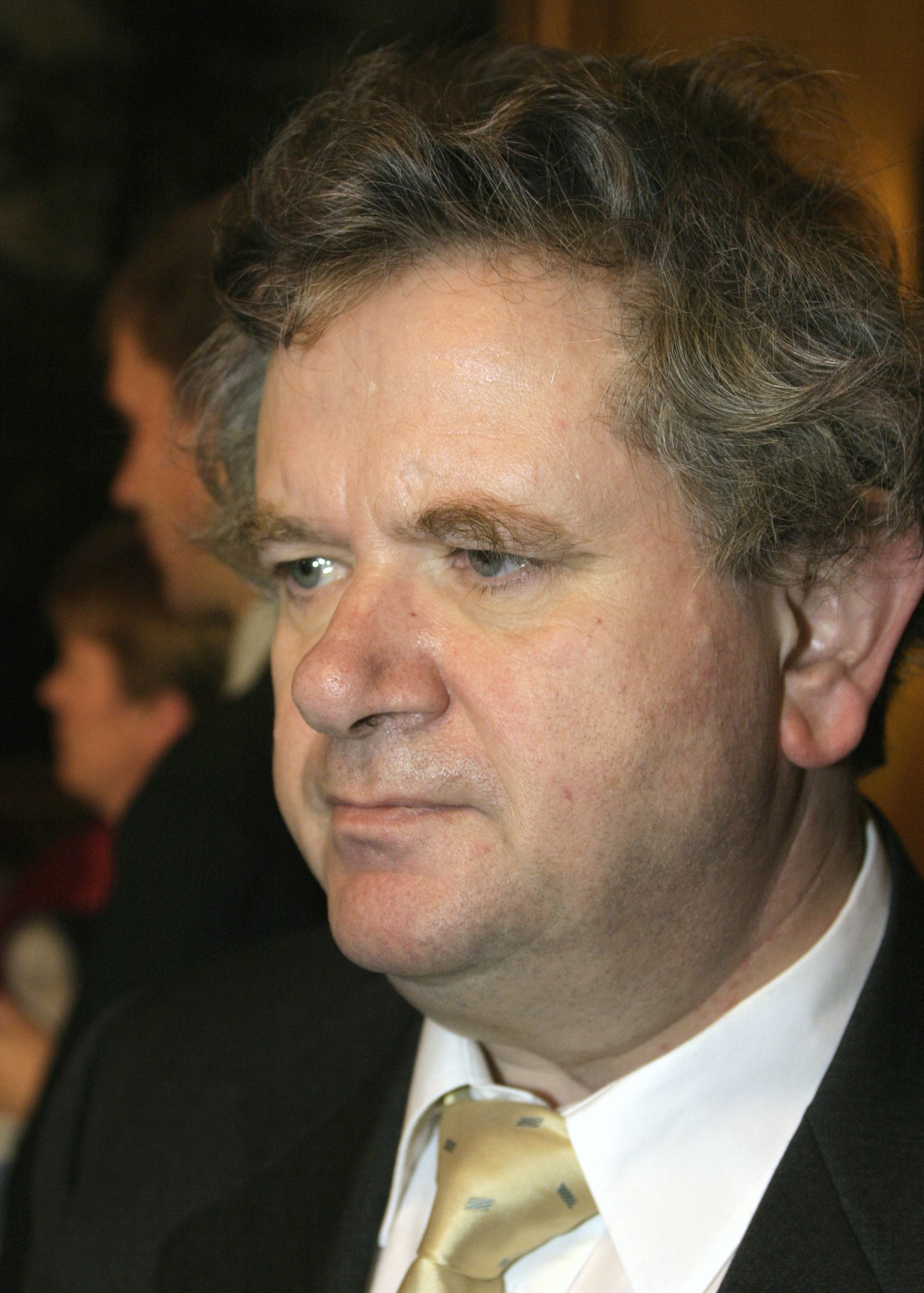
Davíð Oddsson war von 1991 bis 2004 Premierminister von Island und bildete in dieser Zeit vier Kabinette

Das Kabinett Davíð Oddsson I war eine Regierung der am 17. Juni 1944 ausgerufenen Demokratischen Republik Island (isländisch Lýðveldið Ísland). Es wurde am 30. April 1991 gebildet und löste das Kabinett Steingrímur Hermannsson III ab. Es blieb bis zum 23. April 1995 im Amt, woraufhin es vom Kabinett Davíð Oddsson II abgelöst wurde. 
Dem Kabinett gehörten Mitglieder der Unabhängigkeitspartei (Sjálfstæðisflokkurinn) sowie der Sozialdemokratischen Partei Islands (Alþýðuflokkurinn) an.

## Regierungsmitglieder
| Amt                                                    | Amtsinhaber                                                              | Beginn der Amtszeit                            | Ende der Amtszeit                              |
| ------------------------------------------------------ | ------------------------------------------------------------------------ | ---------------------------------------------- | ---------------------------------------------- |
| Premierminister                                        | Davíð Oddsson                                                            | 30. April 1991                                 | 23. April 1995                                 |
| Minister für Statistik (Hagstofa Íslands)              | Davíð Oddsson                                                            | 30. April 1991                                 | 23. April 1995                                 |
| Außenminister                                          | Jón Baldvin Hannibalsson                                                 | 30. April 1991                                 | 23. April 1995                                 |
| Umweltminister                                         | Eiður Guðnason Össur Skarphéðinsson                                      | 30. April 1991 14. Juni 1993                   | 14. Juni 1993 23. April 1995                   |
| Finanzminister                                         | Friðrik Sophusson                                                        | 30. April 1991                                 | 23. April 1995                                 |
| Landwirtschaftsminister                                | Halldór Blöndal                                                          | 30. April 1991                                 | 23. April 1995                                 |
| Verkehrsminister                                       | Halldór Blöndal                                                          | 30. April 1991                                 | 23. April 1995                                 |
| Sozialministerin Sozialminister Sozialministerin       | Jóhanna Sigurðardóttir Guðmundur Árni Stefánsson Rannveig Guðmundsdóttir | 30. April 1991 24. Juni 1994 12. November 1994 | 24. Juni 1994 12. November 1994 23. April 1995 |
| Minister für Handel und Industrie                      | Jón Sigurðsson Sighvatur Björgvinsson                                    | 30. April 1991 14. Juni 1993                   | 14. Juni 1993 23. April 1995                   |
| Bildungsminister                                       | Ólafur Garðar Einarsson                                                  | 30. April 1991                                 | 23. April 1995                                 |
| Minister für Gesundheit und soziale Sicherheit         | Sighvatur Björgvinsson Guðmundur Árni Stefánsson Sighvatur Björgvinsson  | 30. April 1991 14. Juni 1993 24. Juni 1994     | 14. Juni 1993 24. Juni 1994 23. April 1995     |
| Fischereiminister                                      | Þorsteinn Pálsson                                                        | 30. April 1991                                 | 23. April 1995                                 |
| Justizminister und Minister für Kirchenangelegenheiten | Þorsteinn Pálsson                                                        | 30. April 1991                                 | 23. April 1995                                 |